# Eisenbahnunfall von Rongjiawan
Der Eisenbahnunfall von Rongjiawan war ein Auffahrunfall zweier Züge am 29. April 1997 im Bahnhof von Rongjiawan (chinesisch 荣家湾镇), Yueyang, China. 126 Menschen starben.

## Ausgangslage
Der Schnellzug 324 kam von Kunming oder aus Linxiang und war nach Zhengzhou unterwegs. Ihm folgte auf der gleichen Strecke, der Bahnstrecke Beijing–Guangzhou, der Personenzug 818 von Changsha nach Chaling. Der Schnellzug hielt im Bahnhof Rongjiawan. Es regnete heftig.

## Unfallhergang
Die Abhängigkeit zwischen einer Weiche und einem Signal war unzutreffend geschaltet, so dass die entsprechende Sperre nicht arbeitete. Es war daher möglich und geschah auch, dass der folgende Personenzug 818 in das Gleis geleitet wurde, in dem der Schnellzug bereits stand. Er prallte mit einer Geschwindigkeit von 110 km/h auf dessen Ende auf. Die Lokomotive des auffahrenden Zuges und 17 Eisenbahnwagen wurden zerstört oder beschädigt. Der heftige Regen verhinderte, dass die Trümmer in Brand gerieten.

## Folgen
126 Menschen starben, darunter alle drei Triebfahrzeugführer der auffahrenden Lokomotive und Reisende, die auf dem Bahnsteig warteten. 230 Menschen wurden darüber hinaus verletzt. Der Sachschaden belief sich auf 415 Millionen RMB.